# Cristian Lema
Cristian Franco Lema (Puerto Madryn, 24 de marzo de 1990) es un futbolista argentino que se desempeña como defensor. Actualmente milita en el Club Atlético Boca Juniors de la Primera División de Argentina.

## Trayectoria

### Guillermo Brown
Su carrera comenzó en Guillermo Brown de Puerto Madryn, donde jugó 30 partidos entre 2007 y 2009, marcando un gol.

### Newell's Old Boys
Luego, en 2010, fue transferido al Club Atlético Newell's Old Boys, donde apareció en 12 actuaciones y no logró marcar ningún gol.

### Tigre
A principios de 2011 fue cedido al Club Atlético Tigre, donde no fue tenido muy en cuenta. Solo tuvo actuaciones en los partidos de Copa Argentina, que solo fueron 4 y logró marcar 1 gol.

### Newell's Old Boys
En junio de 2012 se le venció el préstamo en el club de Victoria y tuvo que regresar a Newell's, donde no iba a ser tenido en cuenta.

### Quilmes
Fue fichado nuevamente a préstamo por Quilmes.

### Belgrano
En el año 2014 es fichado por el Club Atlético Belgrano. Allí jugó desde 2014 hasta 2018, participando en 114 partidos en el "Pirata" y marcando en 16 oportunidades, convirtiéndose así en el defensor más goleador de la historia del club en la Primera División Argentina.

### Benfica
Debido a sus buenas actuaciones en el pirata es fichado por el club Benfica de Portugal; anteriormente equipos como Boca Juniors, Independiente, Santos Laguna, Santos F. C. y equipos de España y Grecia quisieron contar con el defensor madrynense. En Benfica fue compañero de Facundo Ferreyra, Eduardo Salvio, Germán Conti y Franco Cervi.

### Peñarol
El 7 de febrero de 2019 se confirmó su llegada en calidad de cedido por 6 meses con opción de compra a Peñarol, en busca de mayor ritmo y minutos en cancha.

### Regresos a Newell's Old Boys
En julio de 2019 regresó a Newell's Old Boys tras llegar a un acuerdo con el Benfica para su cesión por una temporada. Tras el vencimiento de la misma regresó a Lisboa, aunque en octubre de 2020 se marchó definitivamente al Damac F. C. saudí. Allí estuvo menos de seis meses antes de volver nuevamente a Newell's para iniciar su tercera etapa en el club.

### Lanús
El 17 de noviembre de 2023 es confirmado como nuevo refuerzo de Lanús.

### Boca Juniors
Lema fue confirmado como nuevo jugador de Boca Juniors el 8 de enero de 2024.

## Clubes
- Actualizado al ultimo partido jugado el 27 de octubre de 2024.

| Club                             | País           | Año       | PJ  | Goles |
| -------------------------------- | -------------- | --------- | --- | ----- |
| Guillermo Brown                  | Argentina      | 2007-2009 | 30  | 1     |
| C. A. Newell's Old Boys          | Argentina      | 2010-2011 | 12  | 0     |
| C. A. Tigre                      | Argentina      | 2011-2012 | 8   | 0     |
| Quilmes A. C.                    | Argentina      | 2012-2014 | 40  | 2     |
| C. A. Belgrano                   | Argentina      | 2014-2018 | 120 | 16    |
| S. L. Benfica                    | Portugal       | 2018-2020 | 2   | 0     |
| C. A. Peñarol (cedido)           | Uruguay        | 2019      | 20  | 3     |
| C. A. Newell's Old Boys (cedido) | Argentina      | 2019-2020 | 22  | 5     |
| Damac F. C.                      | Arabia Saudita | 2020      | 12  | 0     |
| C. A. Newell's Old Boys (cedido) | Argentina      | 2021-2022 | 63  | 4     |
| C. A. Lanús                      | Argentina      | 2023      | 39  | 2     |
| C. A. Boca Juniors               | Argentina      | 2024-act. | 34  | 1     |

## Palmarés

### Títulos nacionales
| Título          | Club          | País     | Año  |
| --------------- | ------------- | -------- | ---- |
| Primeira Liga   | S. L. Benfica | Portugal | 2019 |
| Torneo Apertura | C. A. Peñarol | Uruguay  | 2019 |